# Кліматичний скептицизм
Кліматичний скептицизм — недовіра до загальноприйнятих наукових уявлень про глобальне потепління. Кліматичні скептики відкидають або ставлять під сумнів науковий консенсус щодо антропогенних змін клімату. Кліматичний скептицизм є поширеним громадським настроєм у багатьох країнах світу. Він перешкоджає політичним рішенням, спрямованим на відвертання небезпечного глобального потепління.

## Класифікація і масштаби явища
У дослідженні Rahmstorf (2004) було запропоновано типологію видів кліматичного скептицизму, що знайшла застосування у ряді подальших наукових праць.
- Трендовий скептицизм (англ. trend skepticism) — невизнання факту підвищення глобальних температур
- Атрибутивний скептицизм (англ. attributive skepticism) — невизнання антропогенного характеру потепління
- Скептицизм відносно збитку (англ. impact skepticism) — невизнання небезпеки глобального потепління

Окрім цих якісних відмінностей дослідники також оцінюють емоційну інтенсивність або міру упевненості в скептичних поглядах.
Дослідження показують, що зазвичай поширеніше скептичне ставлення до антропогенного характеру потепління (атрибутивний скептицизм), ніж заперечення факту підвищення температур (трендовий скептицизм). Проте, останній також залишається дуже впливовим: до третини населення США і Європи дотримуються думки, що ніякого потепління на відбувається (Leiserowitz et al., 2010a;b). Згідно з опитуваннями, 40 % британців згодні з твердженням «серйозність глобального потепління сильно перебільшена». У Європі цю точку зору підтримують 27 %. Різні види кліматичного скептицизму на практиці взаємозв'язані, найсильніше цей зв'язок проявляється у людей менш інформованих і таких, що керуються ідеологічними мотивами.

## Соціально-психологічний характер
Соціологічні дослідження у Великій Британії показують, що кліматичний скептицизм особливо поширений серед літніх людей з нижчих соціально-економічних шарів, які політично консервативні і дотримуються традиційних цінностей. Той факт, що кліматичний скептицизм корениться у цінностях і світогляді людей може означати, що скептичний погляд на зміну клімату є для них просто послідовним продовженням їх загальної картини світу. Проте прояви упевненості, що існують в суспільстві, у своїх поглядах зосереджені в основному в не скептичних групах, вказуючи на те, що погляди кліматичних скептиків є не занадто твердими.
Люди з альтруїстичними, егалітарними і колективістськими поглядами менш схильні до кліматичного скептицизму, ніж прибічники жорсткої ієрархії і індивідуалізму.
Схильність різним «теоріям змови» знаходиться у позитивній кореляції з кліматичним скептицизмом.

## Причини
Люди можуть мати різні психологічні причини, що примушують їх проявляти скепсис або не цікавитися зміною клімату, в їх числі загальна недовіра до науки про довкілля і до будь-яких авторитетів і звернень в цій області, небажання змінювати свою поведінку, смуток, викликаний почуттям безпорадності, тоді як іншим просто набридла ця тема. Для поточної динаміки скептичних настроїв статистично значними є такі чинники, як характер погоди чи скандали e ЗМІ (напр., Кліматгейт).
Значну роль грають мотивовані ідеологічно або фінансово пропагандистські компанії, спрямовані на заперечення зміни клімату.
Високі міри невизначеності відношення і скептицизму з приводу існування, антропогенного походження і дії зміни клімату частково пов'язані з сумнівом у науковому консенсусі щодо змін клімату. Цей сумнів, що виражається широкою громадськістю, може частково бути продуктом освітлення теми клімату в ЗМІ як спірного і невизначеного питання.
Невеликий, але добре організований рух, який створив більшу частину скептичної літератури (Див. Jacques та ін., 2008) здатне створити враження, що є значні розбіжності серед учених. Додатковим чинником є журналістські норми, які вимагають для рівноваги давати слово обом сторонам суперечки, навіть якщо є широкий консенсус серед учених (Boykoff & Boykoff, 2004, Hargreaves та ін., 2003). Опитування показують, що двоє з п'яти американців вважають, що «серед учених є багато розбіжностей в питанні про те, відбувається або ні глобальне потепління» (Leiserowitz та ін., 2010a). При цьому на ділі є майже загальний консенсус в науковому співтоваристві по багатьох аспектах зміни клімату. Anderegg та ін. (2010) показали, що 97-98 % дослідників клімату підтримують наукові уявлення про антропогенні зміни клімату, викладені Міжурядовою групою експертів по змінах клімату (МГЕЗК), і що досвід і наукові досягнення дослідників, що ставлять під сумнів антропогенну зміну клімату, істотно нижче, ніж у дослідників, що підтримують консенсус (Див. також Doran & Zimmerman, 2009).
Проте, велика кількість людей у різних країнах світу невірно уявляє собі розподіл думок серед кліматологів, не знає про існування наукового консенсусу.
Так, наприклад, проведений в 2009 році за замовленням Всесвітнього банку опитування громадської думки в п'ятнадцяти країнах світу показав, що у семи країнах менше половини громадян вибрала відповідь «більшість учених вважають проблему актуальною і вивченою досить, щоб вжити заходи»; це Сполучені Штати (38 %), Росія (23 %), Індонезія (33 %), Японія (43 %), Бразилія (44 %), Індія (48 %) і Мексика (48 %). За підсумками опитування в усіх 15 країнах таку відповідь вибрали 51 % опитаних, 16 % надали перевагу відповіді «більшість учених вважають проблему неактуальною і недостатньо вивченою», 24 % відповіли «погляди учених досить рівномірно розподілені», ще 10 % обрали відповідь «не знаю».

## Ресурси Інтернету
- skepticalscience.com [Архівовано 17 листопада 2014 у Wayback Machine.](англ.)
- Заперечення зміни клімату [Архівовано 20 жовтня 2015 у Wayback Machine.] на порталі НЦНО (англ.)
- «Frontline: Climate of Doubt» [Архівовано 8 жовтня 2015 у Wayback Machine.]. PBS. 23 October 2012. Retrieved 2012-10-25.
- Greenpeace USA (2013). Dealing in Doubt: The Climate Denial Machine Vs Climate Science (PDF). Архів оригіналу (PDF) за 4 червня 2015. Процитовано 28 жовтня 2014.
- Bowen, Mark (2008). Censoring Science: Dr. James Hansen and the Truth of Global Warming. Plume. ISBN 0-452-28962-9
- McCright, Aaron M.; Dunlap, Riley E. (2003). Defeating Kyoto: The Conservative Movement’s Impact on U.S. Climate Change Policy (PDF). Social Problems. 50 (3): 348—373. doi:10.1525/sp.2003.50.3.348. Архів оригіналу (PDF) за 9 березня 2021. Процитовано 14 жовтня 2015.
- Shearer, Christine (2011). «Kivalina: A Climate Change Story» [Архівовано 5 вересня 2015 у Wayback Machine.] Haymarket Books. ISBN 978-1-60846-128-8